# Амштеттен (Австрия)
А́мштеттен (нем. Amstetten) — окружной центр в Австрии, в федеральной земле Нижняя Австрия.
Входит в состав округа Амштеттен. Площадь города составляет 52,10 км², население — 23 569 человек (1 января 2021), плотность населения — 457 чел./км². Официальный код — 3 05 02.

## История
В 1805 году рядом с городом состоялся бой между французским авангардом Мюрата и русскими войсками под командованием Багратиона и Милорадовича.
В 2008 году в городе было раскрыто дело Йозефа Фритцля.
В 2011 году Амштеттен вычеркнул из списка своих почётных граждан Адольфа Гитлера (в 1938 многие австрийские города записали Гитлера в почётные граждане, но вскоре после падения режима Гитлера почти все они отменили это решение. Амштеттен долгое время оставался исключением из правила).

## Население
| Год  | Численность |
| ---- | ----------- |
| 1869 | 4313        |
| 1889 | 6086        |
| 1890 | 7254        |
| 1900 | 10287       |
| 1910 | 14415       |
| 1923 | 14715       |
| 1934 | 17311       |
| 1939 | 18574       |
| 1951 | 17380       |
| 1961 | 19086       |
| 1971 | 21695       |
| 1981 | 21989       |
| 1991 | 21972       |
| 2001 | 22595       |
| 2011 | 22847       |
| 2021 | 23569       |

## Города-побратимы
- Альсфельд (Германия)
- Перджине-Вальсугана (Италия)
- Рюэль-сюр-Тувр (Франция, с 1992)
- Подольск (Россия, с 1995)